# The Coast of Folly

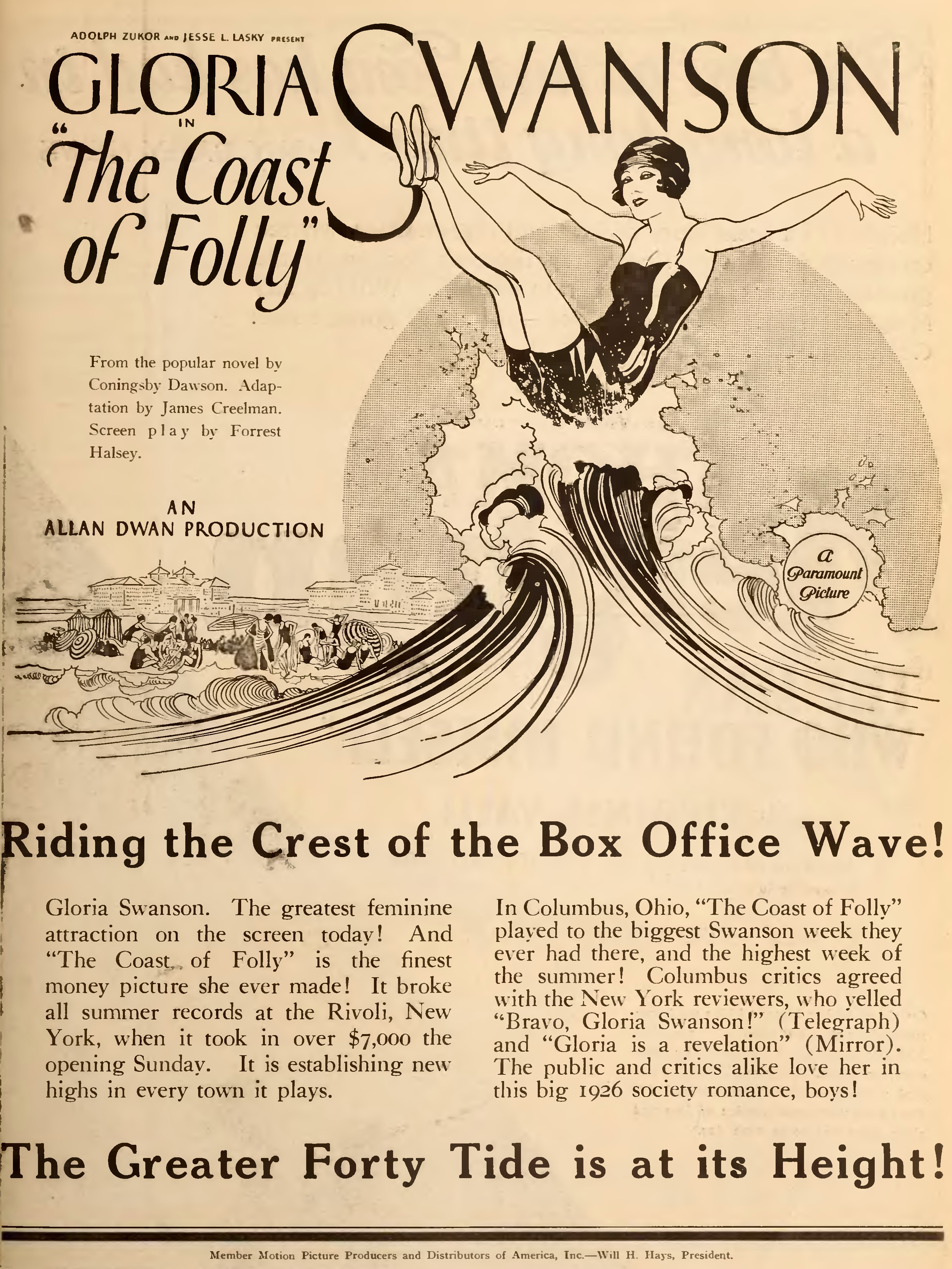
Anunci de la pel·lícula aparegut a la revista Film Daily el 3 de setembre de 1925 (pàgina 3).

The Coast of Folly és una pel·lícula muda estatunidenca dirigida per Allan Dwan, i produïda Adolph Zukor i Jesse L. Lasky. Els actors principals van ser Gloria Swanson, que feia tres papers (Nadine de jove i de gran, i Joyce) Anthony Jowitt i Alec B. Francis, entre d'altres. Va ser estrenada el 21 de setembre de 1925. Està basada en l'obra de teatre homònima de Coningsby William Dawson (1924). És una de les vuit pel·lícules que Swanson i Dwan va rodar plegats. The Coast of Folly es considera una pel·lícula perduda.

## Argument
Nadine Gathaway, incapaç de resistir la pompositat i superioritat del seu marit, fuig a Europa, deixant la seva filla encara petita i desapareix. Passats 20 anys Gathway ha mort i ha deixat la seva fortuna a la seva filla Joyce amb la condició que mai no es vegi involucrada en un escàndol. Joyce és una noia moderna que amb una fortuna d'onze milions de dòlars i que només té seva antiga mainadera per aconsellar-la, gaudeix de la vida. Un dia, a Palm Beach, s'enamora de Larry Ray. Larry demana el divorci a la seva esposa però ella ho rebutja i demanda Joyce per haver seduït el seu marit. Aquest procés amenaça de privar Joyce del seu patrimoni. A París, Nadine, que s'ha convertit en la Comtessa de Taure, s'assabenta de l'escàndol i torna als Estats Units per intentar ajudar la seva filla, amb el risc que el seu nou marit descobreixi el seu passat. Allà implica Mrs Fay en una situació compromesa i la força a retirar la demanda i que consenteixi en divorciar-se. Quan intenta explicar-li al seu marit el seu passat, descobreix que ell sempre ho ha sabut tot i per completar la seva felicitat, la seva filla retorna als seus braços mentre espera que finalitzi el divorci del seu estimat.

## Repartiment
- Gloria Swanson (Nadine Gathway/Joyce Gathway)
- Anthony Jowitt (Larry Fay)
- Alec B. Francis (Comte Tauro)
- Dorothy Cumming (Constance Fay)
- Jed Prouty (Cholly Knickerbocker)
- Eugenie Besserer (Nanny)
- Arthur Housman (periodista)
- Lawrence Gray (banyista)

## Producció
Inicialment, es va pensar en rodar els exteriors a França, on es trobava l'actriu després de la seva darrera pel·lícula. Poc després, Swanson va caure malalta i això va endarrerir la producció que finalment es va rodar a Califòrnia.